# Across the Universe
"Across the Universe" là bài hát của ban nhạc rock người Anh The Beatles, sáng tác bởi John Lennon song được ghi cho Lennon–McCartney. Ca khúc lần đầu được phát hành trong album từ thiện No One's Gonna Change Our World (1969) rồi sau đó là album Let It Be (1970) của ban nhạc này.

## Đánh giá chuyên môn và dấu ấn
Richie Unterberger từ AllMusic nhận xét đây là "một trong những bản ballad tinh tế và kỳ diệu nhất", và "một trong những điểm sáng của Let It Be". Trong khi đó, Ian McDonald chỉ trích, cho rằng đây "thứ bùa ngải cho trẻ con", phân tích rằng "việc quá nhiều hàm ý nhưng lại nghèo nàn về giai điệu là minh chứng rằng đây chỉ là sản phẩm của những kẻ nghiện ma túy khi đang mệt mỏi". Bản thân Lennon cũng không hài lòng về bản thu này. Trong bài phỏng vấn trên tạp chí Playboy vào năm 1980, anh chia sẻ "The Beatles đã xử lý không tốt", nhấn mạnh rằng trong ấn bản của Let It Be, "cây guitar bị sai nốt đã khiến tôi buộc phải hát sai nốt... không ai giúp tôi sửa nó vậy nên ca khúc chưa bao giờ được chơi một cách chuẩn chỉnh cả". Thậm chí anh còn đổ lỗi cho Paul McCartney. "Paul như thể vừa muốn thử sức mà lại vừa muốn phá hủy một ca khúc tốt... thường thì chúng tôi sẽ cùng nhau hàng giờ để chỉnh sửa từng chi tiết cho các ca khúc của Paul. Còn ca khúc của tôi thì... Nhiều khi sự hờ hững, cẩu thả và cả các thử nghiệm đã hủy hoại tất cả. Kiểu phá hoại tiềm thức vậy".
Ngày 4 tháng 8 năm 2008, vào lúc 00:00 UTC, Trung tâm nghiên cứu vũ trụ Hoa Kỳ NASA có phát đi thông điệp vô tuyến liên hành tinh mang tên "Across the Universe" hướng về ngôi sao Polaris, cách Trái Đất 431 năm ánh sáng. Thông điệp phát đi từ chiếc ăng-ten dài 70 của Phức hợp giám sát không gian sâu Madrid, ở Thủ đô Madrid, Tây Ban Nha. Sự kiện nhằm đồng thời kỷ niệm 40 năm phát hành ca khúc, 45 năm thành lập Mạng lưới giám sát Không gian Sâu NASA và 50 năm thành lập NASA. Ý tưởng do Mark Lewisohn khởi xướng, với sự ủng hộ của McCartney, Yoko Ono và Apple Corps, biến đây trở thành ca khúc đầu tiên trong lịch sử loài người được cố ý truyền tín hiệu vào không gian ngoài thiên thể.

## Đội ngũ thực hiện
Theo Ian MacDonald
Bản No One's Gonna Change Our World/Past Masters:
- John Lennon – hát chính, guitar acoustic, guitar Leslie-speaker điện
- Paul McCartney – piano,[9] hát đệm
- George Harrison – tambura, hát đệm
- Ringo Starr – maraca, dàn trống bass
- Lizzie Bravo – hát đệm
- Gayleen Pease – hát đệm

Bản Let It Be:
- John Lennon – hát chính, guitar acoustic, guitar điện
- Paul McCartney – piano
- George Harrison – tambura
- Ringo Starr – maraca, dàn trống bass
- Phil Spector – đàn dây

Bản Let It Be... Naked:
- John Lennon – hát chính, guitar acoustic, guitar Leslie-speaker điện
- George Harrison – tambura
- Ringo Starr – dàn trống bass

Bản Anthology 2:
- John Lennon – hát chính và guitar acoustic
- George Harrison – đàn sitar và tambura
- Ringo Starr – trống tom tom và swarmandal

Bản kỷ niệm ra đời "Album trắng":
- John Lennon – hát chính và guitar acoustic
- Ringo Starr – dàn trống bass

Sản xuất
- George Martin – sản xuất (bản gốc năm 1968)
- Phil Spector – sản xuất (bản năm 1970)
- Ken Scott, Martin Benge – chuyên viên âm thanh (bản gốc năm 1968)
- Jeff Jarratt – chuyên viên remix (bản No One's Gonna Change Our World 1969)
- Peter Bown, Mike Sheady – chuyên viên thu âm & remix (bản Let It Be năm 1970)

## Các bản hát lại
| Nghệ sĩ                                     | Lịch phát hành       | Tựa album              | Chú giải |
| ------------------------------------------- | -------------------- | ---------------------- | --- |
| Cilla Black                                 | 3 tháng 7 năm 1970   | Sweet Inspiration      | Sản xuất bởi George Martin |
| David Bowie                                 | 7 tháng 3 năm 1975   | Young Americans        | Hát đệm và guitar của John Lennon |
| Laibach                                     | 24 tháng 10 năm 1988 | Let It Be              | Hát chính và hát đệm bởi Anja Rupel |
| Rufus Wainwright                            | 12 tháng 2 năm 2002  | Poses                  | Track bonus tại Mỹ, thuộc nhạc phim I Am Sam: phát trong tập 6 của loạt phim truyền hình khoa học viễn tưởng hư cấu "FlashForward": dùng trong một quảng cáo chiếc điện thoại di động của Samsung năm 2017. |
| Velvet Revolver góp giọng với Stevie Wonder | 13 tháng 2 năm 2005  | Giải Grammy lần thứ 47 | Slash chơi đàn Gibson Les Paul 12 dây cùng với Bono, Norah Jones, Alicia Keys, Tim McGraw, Steven Tyler, Brian Wilson, Billie Joe Armstrong, Alison Krauss on fiddle, và Stevie Wonder, hát chính và chơi harmonica, thể hiện bài hát trực tiếp nhằm tri ân các nạn nhân của thảm họa Tsunami. Bản ghi của dàn siêu sao âm nhạc tại Grammy ra mắt ở hạng 22 trên Billboard Hot 100 dưới dạng tải kĩ thuật số. |
| Scorpions                                   | 4 tháng 11 năm 2011  | Comeblack              | Hát chính bởi Klaus Meine |